# Гаджімагомедов Нурмагомед Енгельсович
Нурмагомед Енгельсович Гаджимагомедов (29 вересня 1996, село Кані, Кулинський район, Дагестан, Росія — 24 лютого 2022, Україна) — російський військовослужбовець, гвардії старший лейтенант, командир роти 247-го гвардійського десантно-штурмового Кавказького казачого полку ПДВ Росії. Учасник російського вторгнення в Україну.
Один із перших офіційно визнаних російською владою загиблих у вторгненні в Україну. Герой Російської Федерації (2022, посмертно). 

## Біографія
Народився 29 вересня 1996 року в селі Кані Кулинського району Дагестану у лакській сім'ї. Син полковника поліції, заступника міністра внутрішніх справ Інгушетії Енгельса Гаджимагомедова, нагородженого трьома орденами Мужності, медалями «За відвагу» та «За бойові заслуги» . Мати — Сапіжат Ісаївна Мазаєва, вчителька початкових класів у школі № 54 у передмісті Махачкали. У березні 2021 року одружився, є дочка Теймія (нар. 20 лютого 2022).
З дитинства захоплювався спортом, займався карате. У 2012 році закінчив середню школу № 42 міста Махачкали.
Ще в дитинстві прагнув стати десантником на прикладі глави Республіки Інгушетія Юнус-Бека Євкурова. Закінчив Рязанське вище повітряно-десантне училище. З 1-го курсу був командиром взводу. Під час навчання займався армійським рукопашним боєм, а пізніше отримав звання майстра спорту. Служив на посаді командира роти у складі 247-го гвардійського десантно-штурмового Кавказького козачого полку ВДВ Росії з дислокацією у Ставрополі. Двічі був у тривалих відрядженнях під час військової операції Росії у Сирії.
У лютому 2022 року брав участь у вторгненні Росії в Україну, загинув у перший день вторгнення.
У Росії він став одним з перших, чию загибель в Україні визнали офіційно та навіть назвали героєм-мучеником. Про його смерть повідомив глава Дагестану Сергій Меліков, зазначивши, що Гаджимагомедов «з честю» виконав свій військовий обов'язок у ході «спецоперації із „захисту“ Донбасу», і «обрав собі непростий і шляхетний шлях захисника миру».
3 березня 2022 Указом Президента Росії за «мужність і героїзм, виявлені при виконанні військового обов'язку» удостоєний посмертно звання Героя Російської Федерації.
Похований у рідному селі Кані.

## Пам'ять
- Одну із вулиць Махачкали планують назвати його ім'ям[7].
- 11 травня площу Конституції у Донецьку перейменували на "площу Героя Росії Нурмагомеда Гаджімагомедова"[8].